# АЕС Горакпур
Атомна електростанція Горакпур це запропонована атомна електростанція, яку планується побудувати на території площею 560 гектарів на захід від села Горакхпур округу Фатехабад в Хар'яні.
Перший камінь у фундамент АЕС потужністю 2800 мегават закладено 13 січня 2014 року, однак фактичне будівництво почалося в 2018 році. Перша черга проєкту матиме встановлену потужність 1400 МВт і, як очікується, буде завершена до 2025 року, однак термін тепер продовжено до 2032 року. Після цього розпочнеться будівництво другої черги, яка подвоїть потужність до 2800 МВт і має термін виконання до 2036 року.

## Історія
Через рік після закладки першого каменя будівництво реакторів не велося, NPCIL проводила лише окремі передпроєктні роботи на землі. Виникли проблеми з екологічним судом у Курукшетрі та щодо володіння 28 акрами землі, оскільки власники землі відмовилися прийняти компенсацію та звільнити землю. Чиновники заявили, що через затримку проєкту уряд зазнав фінансових збитків у розмірі від 7 до 8 мільйонів рупій на день.
27 травня 2015 року поліцейські виселили фермерів, які проживали на земельній ділянці, придбаній NPCIL. Будинки були зруйновані, посіви знищені, а майно фермерів і худоба вивезені. У 2012 році NPCIL придбала більше 608 га землі в Горахпурі, Каджал Гері та Бадопалі для будівництва атомної електростанції. Корпорація заволоділа більшою частиною землі, але фермери, які володіли 28 акрам, відмовилися від компенсації і не звільняли землю.
У березні 2016 року ще проводилися лише підготовчі роботи. До 2018 року NPCIL розпочала закупівельну діяльність для цього проєкту, оскільки BHEL забезпечила замовлення на постачання парогенераторів для цього проєкту.
Станом на квітень 2022 року фундаментні палі для енергоблоків 1 і 2 завершено, а земляні роботи для інших споруд, таких як градирні, тривають. Для енергоблоків № 3 і 4 проводилися лише передпроєктні роботи.

## Інформація про реактори
| Черга | Блок | Реактор | Реактор   | Статус    | Потужність | Потужність | Початок будівництва | Перша критичність | Підключення до мережі | Комерційна експлуатація | Закриття | Зауваження |
| Черга | Блок | Тип     | Модель    | Статус    | Нетто      | Брутто     | Початок будівництва | Перша критичність | Підключення до мережі | Комерційна експлуатація | Закриття | Зауваження |
| ----- | ---- | ------- | --------- | --------- | ---------- | ---------- | ------------------- | ----------------- | --------------------- | ----------------------- | -------- | ---------- |
| I     | 1    | PHWR    | IPHWR-700 | Будується | 630        | 700        | 2018                | Н/Д               | Н/Д                   | 2032 (плановано)        | Н/Д      | [ 9 ]      |
| I     | 2    | PHWR    | IPHWR-700 | Будується | 630        | 700        | 2018                | Н/Д               | Н/Д                   | 2032 (плановано)        | Н/Д      | [ 9 ]      |
| II    | 3    | PHWR    | IPHWR-700 | Будується | 630        | 700        | 2020                | Н/Д               | Н/Д                   | Н/Д                     | Н/Д      | [ 9 ]      |
| II    | 4    | PHWR    | IPHWR-700 | Будується | 630        | 700        | 2020                | Н/Д               | Н/Д                   | Н/Д                     | Н/Д      | [ 9 ]      |